# Ford Festiva
Ford Festiva é um carro subcompacto comercializado pela Ford Motor Company na América do Norte, Ásia e Austrália, sendo introduzido em 1986 no Japão. O carro foi produzido na Coreia do Sul pela Kia, a qual era parte da Ford. Teve sua base na plataforma DA da Mazda, usando modelos dela.
Os modelos do Festiva comercializados na América do Norte foram os de 1988 a 1993. No mercado europeu e em outros mercados foi vendido como Mazda 121 de fevereiro de 1988 a 1991 (provavelmente para fazer competição com o Ford Fiesta comercializado nesses mercados), quando foi substituído pelo Autozam Revue. Foi vendido como o Kia Pride em algumas regiões. Substituiu o Ford Fiesta na América do Norte.
A primeira geração foi vendida no Japão pela Mazda a pedido da empresa-mãe Ford.

## Galeria
- Primeira geração (1986-2020)
- Segunda geração (1993-2000)
- Terceira geração (1996)